# Giải thưởng lớn cho Thơ của Viện hàn lâm Pháp
Giải thưởng lớn cho Thơ của Viện hàn lâm Pháp (tiếng Pháp: Grand prix de poésie de l'Académie française) là một giải thưởng văn học của Viện hàn lâm Pháp. Giải này được thành lập năm 1957 và được trao hàng năm cho toàn bộ tác phẩm của một nhà thơ viết tiếng Pháp.

## Những người đoạt giải
- 1957 - André Berry
- 1958 - Gérard d'Houville
- 1959 - Tristan Klingsor
- 1960 - Philippe Chabaneix
- 1961 - Patrice de la Tour du Pin
- 1962 - Marie Noël
- 1963 - Pierre Emmanuel
- 1964 - André Salmon
- 1965 - Không trao giải
- 1966 - Pierre Jean Jouve
- 1967 - Georges Brassens
- 1968 - Alain Bosquet - Jean Lebrau
- 1969 - Robert Sabatier
- 1970 - Jean Follain
- 1971 - Louis Brauquier
- 1972 - Jean Tardieu
- 1973 - André Frénaud
- 1974 - Philippe Soupault
- 1975 - Gabriel Audisio
- 1976 - Eugène Guillevic
- 1977 - Jean Tardieu - Robert Mallet - Marie-Jeanne Durry
- 1978 - Charles Le Quintrec
- 1979 - André Pieyre de Mandiargues
- 1980 - Maurice Fombeure
- 1981 - Yves Bonnefoy
- 1982 - Jean Loisy
- 1983 - Jean Grosjean
- 1984 - Francis Ponge
- 1985 - Philippe Roberts-Jones
- 1986 - Paul de Roux - Janine Cantarel - Maurice de Meure - Jean-Frédéric Munsch - Philippe de Rothschild - Henri Thomas - Philippe Chaunac-Lanzac - Vitalis Cros
- 1987 - René Tavernier
- 1988 - Jean-Claude Renard - Paule Laborie - Hassam Wachill
- 1989 - Claude-Michel Cluny - Odette Rebillard
- 1990 - André du Bouchet
- 1991 - Jean Orizet
- 1992 - Philippe Jaccottet
- 1993 - Georges Saint-Clair
- 1994 - Marc Alyn
- 1995 - Pierre Béarn
- 1996 - Claude Vigée
- 1997 - Jacques Réda
- 1998 - René Depestre
- 1999 - Jean-Pierre Lemaire
- 2000 - Philippe Delaveau
- 2001 - Guy Goffette
- 2002 - Alain Duault
- 2003 - Alain Veinstein
- 2004 - Michel Deguy
- 2005 - Robert Marteau
- 2006 - Jacques Darras
- 2007 - William Cliff
- 2008 - Gérard Macé
- 2009 - Vénus Khoury-Ghata
- 2010 - Jacques Dupin
- 2011 - Franck Venaille
- 2012 - Jean-Claude Pirotte
- 2013 - Mathieu Bénézet